# Fuel To the Flames
Fuel To the Flames är det sjunde studioalbumet av den tyska hårdrocksgruppen Bonfire från 1999. Alla låtar förutom två är skrivna av sångaren Claus Lessmann och gitarristen Hans Ziller. Bonfire har aldrig legat på den amerikanska billboardlistan med Fuel To the Flames.

## Låtlista
| Nr  | Titel                | Kompositör                                  | Längd |
| --- | -------------------- | ------------------------------------------- | ----- |
| 1.  | Daytona Nights       | Lessmann, Ziller, Köhler, Lausmann, Wiehler | 3:51  |
| 2.  | Don't Go Changing Me | Lessmann, Ziller                            | 3:43  |
| 3.  | Proud of My Country  | Lessmann, Ziller                            | 4:58  |
| 4.  | Sweet Home Alabama   | King, Van Zant, Rossington                  | 4:10  |
| 5.  | Rebel Pride          | Lessmann, Ziller                            | 5:09  |
| 6.  | Goodnight Amanda     | Lessmann, Ziller                            | 5:23  |
| 7.  | Ode An Die Freude    | Beethoven, Lessmann, Ziller                 | 1:01  |
| 8.  | Thumbs Up For Europe | Lessmann, Ziller                            | 3:47  |
| 9.  | Bandit of Love       | Lessmann, Ziller                            | 4:44  |
| 10. | Break Down the Walls | Lessmann, Ziller                            | 5:19  |
| 11. | Heat In the Glow     | Lessmann, Ziller                            | 3:37  |
| 12. | Life After Love      | Lessmann, Ziller                            | 5:48  |
| 13. | If It Wasn't For You | Lessmann, Ziller                            | 5:05  |
| 14. | Can't Stop Rockin'   | Lessmann, Ziller                            | 3:31  |

## Bandmedlemmar
- Claus Lessmann - sång, bakgrundssång
- Hans Ziller - gitarr & bakgrundssång
- Chris Lausmann - gitarr, keyboard, bakgrundssång
- Uwe Köhler - bas, bakgrundssång
- Jürgen Wiehler - trummor, bakgrundssång